# Boca-de-sapo-orelhudo
Boca-de-sapo-orelhudo  (Batrachostomus auritus) é uma espécie de ave da família Podargidae.
Pode ser encontrada nos seguintes países: Brunei, Indonésia, Malásia e Tailândia.
Os seus habitats naturais são: florestas subtropicais ou tropicais húmidas de baixa altitude e regiões subtropicais ou tropicais húmidas de alta altitude.
Está ameaçada por perda de habitat.